# Њу Лондон (Северна Каролина)
Њу Лондон (енгл. New London) град је у америчкој савезној држави Северна Каролина.

## Демографија
По попису из 2010. године број становника је 600, што је 274 (84,0%) становника више него 2000. године.
| Група             | 2000.       | 2010.       |
| Белци             | 296 (90,8%) | 540 (90,0%) |
| Афроамериканци    | 19 (5,8%)   | 29 (4,8%)   |
| Азијати           | 3 (0,9%)    | 23 (3,8%)   |
| Хиспаноамериканци | 2 (0,6%)    | 5 (0,8%)    |
| Укупно            | 326         | 600         |